# بوت نودل
بوت نودل (بالإنجليزية: Pot Noodle)‏ هي علامة تجارية من الأطعمة الخفيفة الخاصة بالعصائبية السريعة التحضير، وهي متاحة ضمن مجموعة مختارة من النكهات والأصناف. يتكون هذا الطعام المجفف من المعكرونة العريضة والخضروات المجففة المتنوعة ومسحوق النكهة.
يتم تعبئتها في وعاء من البلاستيك الصحي يمكن من استهلاك النودلز من خلاله. وتحتوي العديد من أوعية النودلز على أكياس من الصلصة، مثل صلصة الصويا. ويتم إعداد النودلز المجففة بإضافة الماء المغلي، وتركه بضع دقائق لتليين الشعرية وإذابة صلصة مسحوق النكهة.
تم ربط بوت نودل بثقافة الفتى، حيث ينظر إلى إعلاناته وتعبئته على أنها مثيرة للجدل وذات إيحاءات جنسية.

## انتقادات
شاركت العلامة التجارية بوت نودلز في العديد من الحملات الإعلانية المثيرة للجدل.
- في أغسطس 2002، تم سحب سلسلة من الإعلانات التلفزيونية التي تصف «المعكرونة المقلية» بأنها «حليب جميع الوجبات الخفيفة» نتيجة لشكاوى مقدمة إلى لجنة التلفزيون المستقلة.[3][4] كما تم سحب حملة الملصقات ذات الصلة، التي تدور حول مجموعة «المعكرونة الساخنة» مع شعار «اءذيني، أيها الخبيث» من قبل شركة يونيليفر بعد أن أيدت هيئة معايير الإعلان الشكاوى على أن «الشعار يمكن تفسيره على أنه تحريض على العنف».[5]
- في أيار / مايو 2005، تلقت هيئة معايير الإعلان 620 شكوى، حول سلسلة من الإعلانات التي تظهر رجلًا يحمل قرنًا نحاسيًا كبيرًا في سرواله، [6] مع شعار إيحائي «هل حظيت بعمود المعكرونة؟». بعض الشكاوى وصفتها بأنه «لا طعم له وهجومي». وكانت الإعلانات الثلاثة قد تمت الموافقة عليها بالفعل في الأوقات المحظورة، خاصة بعد الساعة التاسعة مساءًا.